# محمد بن عثمان (لاعب كرة قدم)
محمد بين عثمان (18 نوفمبر 1989 بتونس في تونس - ) هو لاعب كرة قدم تونسي في مركز الوسط. لعب مع النادي الرياضي الصفاقسي وميتالوره زابورجيا ونادي أنجيه ونادي الملعب التونسي والهلال الرياضي بمساكن.

## وصلات خارجية
- محمد بين عثمان على موقع اتحاد أوكرانيا (الإنجليزية)
- محمد بين عثمان على موقع رابطة كرة القدم الفرنسية للمحترفين (الإنجليزية)
- محمد بين عثمان على موقع قاعدة بيانات كرة القدم.إي يو (الإنجليزية)
- محمد بين عثمان على موقع Soccerway.com (الإنجليزية)
- محمد بين عثمان على موقع AS.com (الإسبانية)